# Speed King (videogioco)
Speed King è un videogioco di motociclismo pubblicato nel 1985 da Digital Integration per Commodore 64 e nel 1986 in edizione economica da Mastertronic, questa volta anche per Amstrad CPC, Atari 8-bit, Commodore 16 e MSX.
La rivista Zzap!64 6 lo considera una sorta di conversione di Full Throttle, uscito nel 1984 per ZX Spectrum e sviluppato dalla stessa persona, Mervyn Estcourt.
Mastertronic pubblicò anche il seguito Speed King 2 (1987), ma solo per ZX Spectrum.

## Modalità di gioco
Speed King è un tipico gioco di corse per giocatore singolo, nello stile di Pole Position, con visuale in prospettiva da dietro la motocicletta.
Si possono selezionare dieci circuiti provenienti dal mondo reale, con l'opzione di vedere un'anteprima del percorso in soggettiva, oltre che di fare giri di prova. Ogni partita è una gara singola con altri 19 avversari in pista, a tre possibili livelli di difficoltà.
La moto è dotata di cambio manuale con sei marce e può raggiungere le 250 miglia orarie.
Urtare un avversario o uscire eccessivamente di strada causa la caduta dalla moto e la ripartenza da fermo.